# 로버트 이스톤
로버트 이스턴(Robert Easton, 1930년 11월 23일 ~ 2011년 12월 16일)은 미국의 배우, 성우, 각본가이다.
밀워키에서 태어났으며 로스앤젤레스에서 사망하였다.

## 영화
- 더 원스 (미정, The Ones)
- 호러윈 (2011, Horrorween)
- 레드 로즈 앤 페트롤 (2003년)
- 신의 영웅들 (2003년)
- 프라이머리 컬러스 (1998년)
- 공포의 묘지 2 (1992년)
- 스타 트랙 6 - 미지의 세계 (1991년)
- 위기의 7분 (1989년)
- 워킹 걸 (1988년)
- 라스트 모히칸 (1977년)
- 거대 거미의 습격 (1975년)
- 자니 총을 얻다 (1971년)
- 페인트 유어 웨건 (1969년)
- 0011 나폴레옹 솔로 - 원 오브 아워 스파이스 이즈 미싱 (1966년)
- 겟 스마트 (1965년)
- 러브드 원 (1965년)
- 워 러버 (1962년)
- 해저 여행 (1961년)
- 상처 뿐인 영광 (1956년)
- 딥 인 마이 하트 (1954년)
- 비상착륙 (1954년)
- 네안데르탈 남자 (1953년)
- 용감한 페이건 (1952년)
- 내 마음 속의 노래와 (1952년)
- 오 헨리 단편집 (1952년)
- 드럼스 인 더 딥 사우스 (1951년)
- 톨 타겟 (1951년)
- 전사의 용기 (1951년)